# Francisco de Moncada
Francisco de Moncada y Moncada (Valencia, 29 de diciembre de 1586-Goch (Alemania), 17 de agosto de 1635), III marqués de Aytona, historiador y diplomático español del Siglo de Oro.

## Biografía
Hijo primogénito de Gastón de Moncada, II marqués de Aitona y virrey de Cerdeña y Aragón, y de Catalina de Moncada, baronesa de Callosa. 
Se casó con Margarita de Castro y Alagón, baronesa de la Laguna, con quien tuvo dos hijos, Gastón, muerto en la infancia, y Guillén Ramón y tres hijas, Estefanía, casada con el marqués de Quirra, Catalina, segunda esposa de Luis Guillén de Moncada y Aragón, y María Magdalena, prometida del conde de Santa Coloma.

Francisco mostró pronto interés en las Humanidades, y en Flandes y Viena ejerció delicadas labores diplomáticas para el rey Felipe IV y el Conde-Duque de Olivares, y fue embajador en Alemania. Tuvo una delicada misión secreta en Cataluña como conciliador y asistió a la Dieta de Hungría, en que se coronó rey de aquel país el archiduque Fernando. Miembro del Consejo de Estado desde 1626. Después fue a los Países Bajos como embajador extraordinario junto a la infanta Isabel Clara Eugenia, en un momento difícil para la Corona de España. A la muerte de la infanta quedó él mismo como gobernador de los Países Bajos, obteniendo algunas victorias militares. Murió en Goch, en 1635. Felipe IV dijo de él que era "ministro de muchas prendas y tal que no veo hoy otro que le iguale".

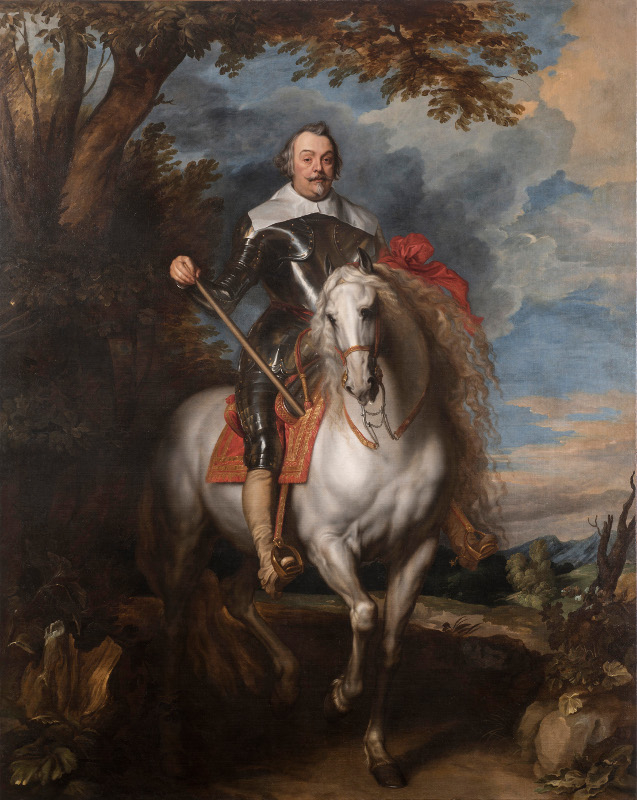
Retrato ecuestre de Francisco de Moncada (c. 1630-32), por Anton van Dyck (Museo de Bellas Artes, Valencia).

Fue retratado varias veces por Anton van Dyck. Un retrato de medio cuerpo se conserva en el Kunsthistorisches Museum de Viena, y existen al menos tres retratos de Moncada a caballo: en el Museo del Louvre de París, en el Palacio de Liria de Madrid (Colección Casa de Alba) y en el Museo de Bellas Artes de Valencia. Esta última versión, de 3 metros de altura, restaurada en 2016.

## Obras
- Expedición de los catalanes y aragoneses contra turcos y griegos, que se imprimió en 1623, si bien la dedicatoria lleva fecha de 1620. Como fuente utiliza la Crónica medieval en catalán de Ramón Muntaner, pero tiene en cuenta otras diversas fuentes nacionales y griegas para aquilatar los puntos dudosos. Es, pues, un historiador riguroso que contrasta fuentes, pero también un hábil escritor de elegante estilo y un político atento que sabe utilizar el pasado para extraer consecuencias al presente. Su frase, por otra parte, parece evocar la de Salustio y Tito Livio;
- Vida de Anicio Manlio Torquato Severino Boecio, publicada en 1642;
- Genealogía de la casa de los Moncada, insertada por Pedro de Marca en su Historia de Bearne;
- Antigüedad del santuario de Montserrate.

| Predecesor: Isabel Clara Eugenia | Gobernador de los Países Bajos (interino) 1633-1634 | Sucesor: Fernando de Austria |